# 吉列体育场
吉列体育场位于美国马萨诸塞州福克斯堡，是NFL球队新英格兰爱国者和MLS球队新英格兰革命的主场。在吉列体育场之前，两支球队都在陈旧的福克斯伯勒體育場进行比赛，为了改变这一状况，爱国者队的老板罗伯特·卡夫决定建设一个新的球场。新球场于2002年竣工并投入使用，能够容纳观众68756人，其中包括6000个会员座席以及87个豪华包间。

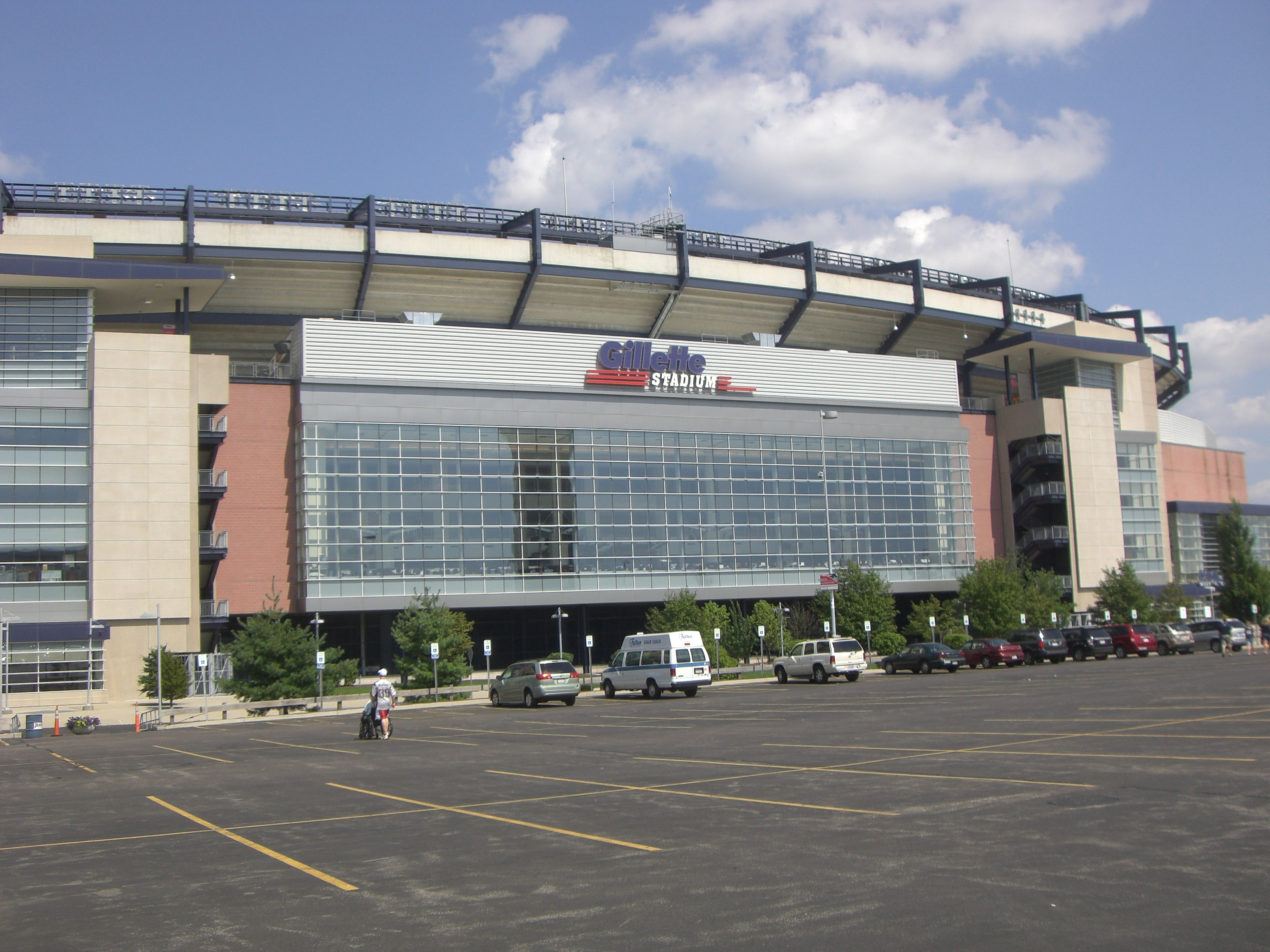
吉列体育场外景

目前体育场的所有权归卡夫本人，并且由其负责经营，他同时也是爱国者队和革命队的老板。在竣工之初，体育场被命名为“CMGI球场”，CMGI是一家IT公司，在IT泡沫破灭后，该公司将球场的命名权出售给了吉列公司。尽管吉列后来被宝洁公司收购，但是由于宝洁公司决定继续使用吉列的品牌，体育场的名称得以保留。
1999年12月6日，福克斯堡镇正式批准兴建新体育场的计划，整个工程于2000年3月24日动土启造 ，经过两年的修建，2002年5月11日，体育场第一次举行了体育比赛，尽管球场主要是为爱国者队修建的，但是率先使用该球场的却是足球队新英格兰革命。他们在该场比赛中以2：0击败了来访的达拉斯燃烧队，首场比赛的球票全部售出，然而由于当时球场只有部分座席向公众开放，所以比赛的观众只有22006人。当年9月9日，爱国者队在主场迎战匹兹堡钢人，标志着吉列体育场正式全部投入使用，在开幕庆典上，爱国者队展示了球队刚刚获得的第三十六届超级碗冠军锦旗。
在NFL比赛日，或者体育场举行其它重要活动时，为了避免交通拥堵，马萨诸塞州交通局会安排火车从波士顿直达体育场，为观众提供交通便利。

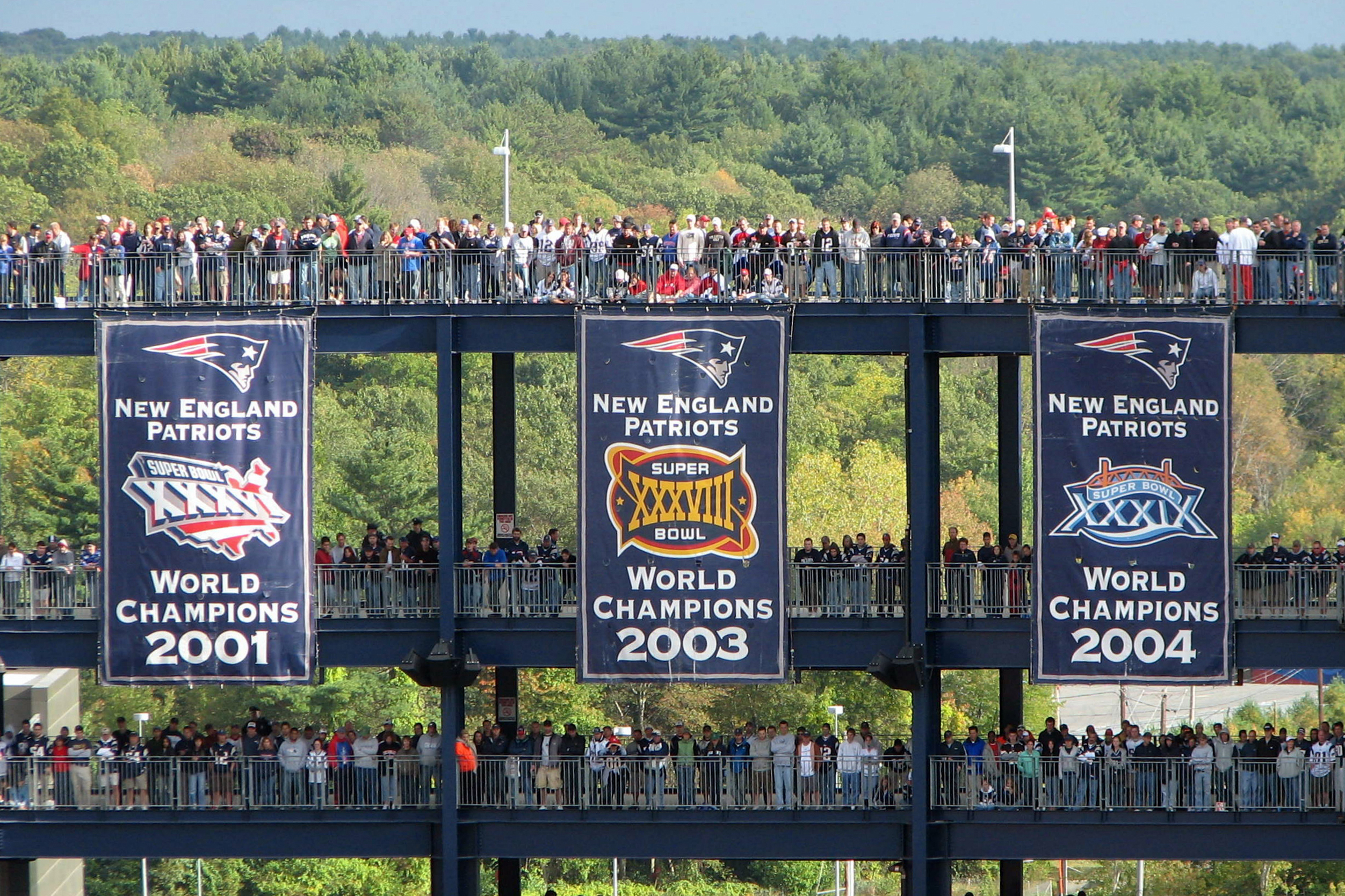
爱国者队获得的三面超级碗冠军锦旗悬挂在吉列体育场内

## 历史

### 福克斯堡体育场
从1971年到2001年，新英格兰爱国者一直将主场放在福克斯堡体育场。但是该体育场年久失修，场内的铝制座椅在新英格兰冬天严酷的气候条件下经常会结冰，另外体育场外的停车场也缺乏规划，甚至都没有铺沥青，黄土露天。作为NFL容量最小的球场之一，福克斯堡体育场的座位数只有六万左右，实在很难满足一支NFL球队的盈利需求。不出意外，爱国者队陷入了财政危机，而俱乐部的执行官却尝试通过在体育场举办音乐会的方式来为球队创收。这种治标不治本的方法没有带来明显效果，爱国者的债务进一步膨胀，最终达到了惊人的一亿两千六百万美元。由于无法盈利，球队连续更换了两任老板，俱乐部的运作更是举步维艰。面对这种状况，公众终于认识到如果想将球队留在新英格兰地区，兴建新的体育场势在必行。至于新体育场的选址，除了福克斯堡外，马萨诸塞州首府波士顿、康涅狄格州首府哈特福德以及罗德岛州首府普罗维登斯都表示了浓厚的兴趣。

### 选址争论
第一个公开表态希望为爱国者兴建新球场的城市是哈特福德。1993年9月，时任康州州长的洛威尔·维克尔向康州议会提出议案，希望在哈特福德修建新的体育场来吸引新英格兰爱国者，同时他还表示新的体育场将会为该地区带来可观的经济收益。9月27日，该提议获得了通过。另外在麻州，波士顿也提出了一项类似的提案，希望能够在本市修建一座大型综合体育馆，该体育馆可以用作美式足球场，棒球场以及展览中心。爱国者的老板罗伯特·卡夫和波士顿市市长汤姆·梅尼诺希望将体育场建在西偌克斯贝瑞，但是州长威廉·威尔德却认为南波士顿更加合适。但是所有这些地区的居民都对新体育场持抵制态度，于是为了不影响自己的竞选活动，梅尼诺放弃了自己关于新体育馆的主张。
于是卡夫开始着手准备在南波士顿兴建体育场。为了赢得威尔德和梅尼诺的支持，他打算自己出资修建。但是在1996年12月发生了意外，该项目被媒体泄漏给了公众，南波士顿的居民对新体育场的地址提出了异议，而这直接导致威尔德和梅尼诺对卡夫产生了不满，最终卡夫放弃了在波士顿周围兴建体育场的计划。1997年1月，卡夫开始和普罗维登斯市市长进行接触，探讨在该市兴建体育场的可行性。计划中的圆顶体育场将包含68000个座位，耗资将达两亿五千万美元，资金将通过公共债券、个人所得税以及球票附加税来筹集。但是和麻州的居民一样，当地的居民强烈反对在本地兴建新体育场，而且该项目不可避免的要花费大量的资金改善周围的基础设施，结果在双方接触几周后，该计划最终流产。

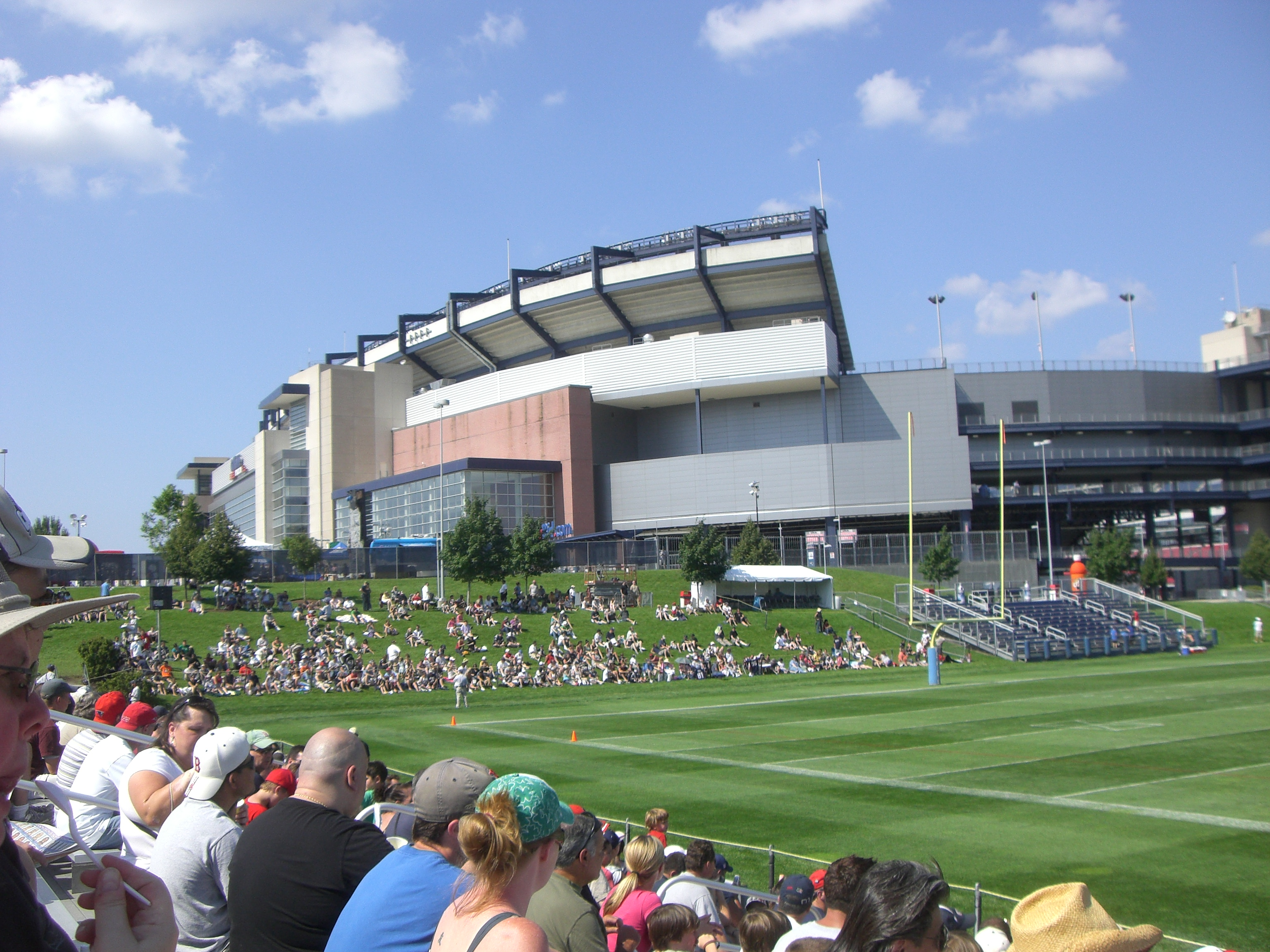
吉列体育场附属训练场

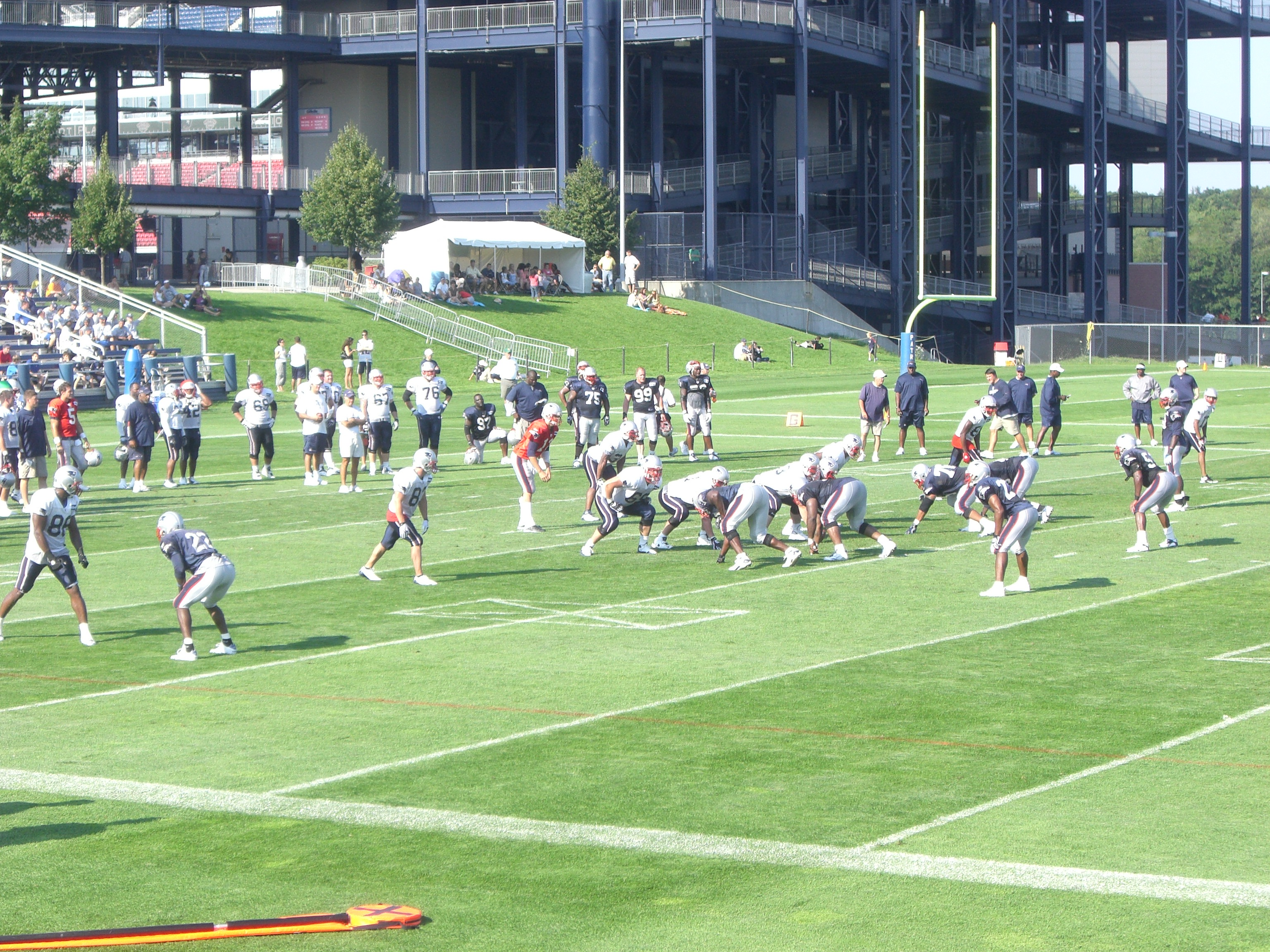
爱国者队在训练场训练

1998年9月，在一次会议上爱国者队重新考虑在福克斯堡修建新体育场，计划中新体育场将由州政府和卡夫本人出资建设。而此时康州抛出了一份更诱人的计划，州政府决定拿出十亿美元的资金在哈特福特近郊修建新球场以及配套设施。1998年11月18日，卡夫签署了协议同意将新英格兰爱国者迁往康州哈特福德。最终计划中的球场将耗资三亿七千五百万美元，包括68000座位以及60个豪华包间。但是在反对兴建体育场这一立场上，哈特福德的居民和麻州、罗德岛州的居民空前一致，同时新体育场所可能导致的一系列问题也被陆续提出，结果协议双方发现协议中的很多内容都无法落实，最终“康州计划”也不了了之。1999年，经过慎重考虑，新英格兰爱国者终于宣布球队将留在福克斯堡并将筹建新的体育场。

### 设计和规划

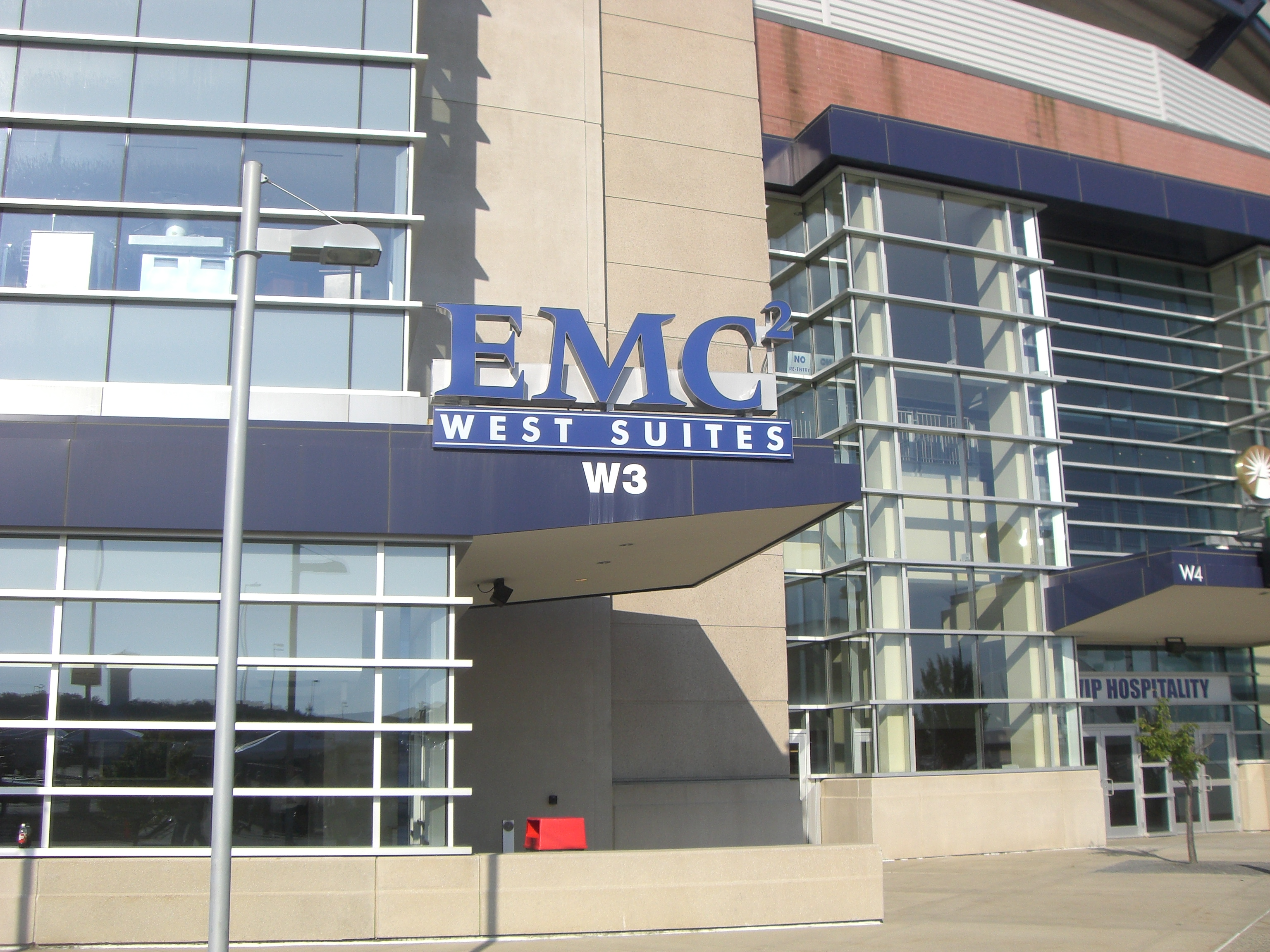
吉列体育场“EMC”看台入口

2000年4月18日，爱国者队重新公布了在福克斯堡修建新球场的计划，计划中的新球场将拥有68000个座位，预算为三亿两千五百万美元，同时还包括修建一条连接美国1号国道和新体育场的公路以及新增3000个停车位。除了正式比赛场地，体育场还有三块训练场，为两支球队的日常训练提供方便。体育场目前由吉列冠名，但是球场的各个主要入口的冠名权却分属不同的公司，例如总部位于麻省霍普金顿的存储商EMC就买下了球场西侧两个入口的冠名权。

## 重要比赛
由于新英格兰爱国者连夺两届超级碗，所以根据NFL的规定，2004年和2005年常规赛季的揭幕战都在吉列体育场举行，由于赛季揭幕战关注程度颇高，所以这两场比赛都被安排在了东部时间的黄金时段向全美国现场直播。2003年，由于爱国者队常规赛季成绩出色并在季后赛中顺利进军AFC冠军赛，吉列体育场首次得到了举办冠军赛的机会。爱国者队不负众望主场击败了印城小马夺得AFC冠军。而就在冠军赛举行八天以前，爱国者队在吉列体育场迎来了球队历史上最寒冷的一场比赛，他们以17比14战胜了田纳西泰坦，比赛开球时的气温只有华氏四度（约为摄氏零下十六度）。2007赛季对于吉列体育场来说是一个辉煌的赛季，爱国者在赛季中主场保持全胜，并在主场再次夺得AFC冠军。吉列体育场一共举行过八场NFL季后赛，爱国者队赢得了其中的七场，唯一的失利是2010年1月败给了巴尔的摩乌鸦。另外，球场还在2002年举办过美国大联盟杯足球赛，2003年承办过四场女足世界杯的比赛。2008年、2009年和2012年的NCAA曲棍球决赛也在这里举行。

## 球场草皮

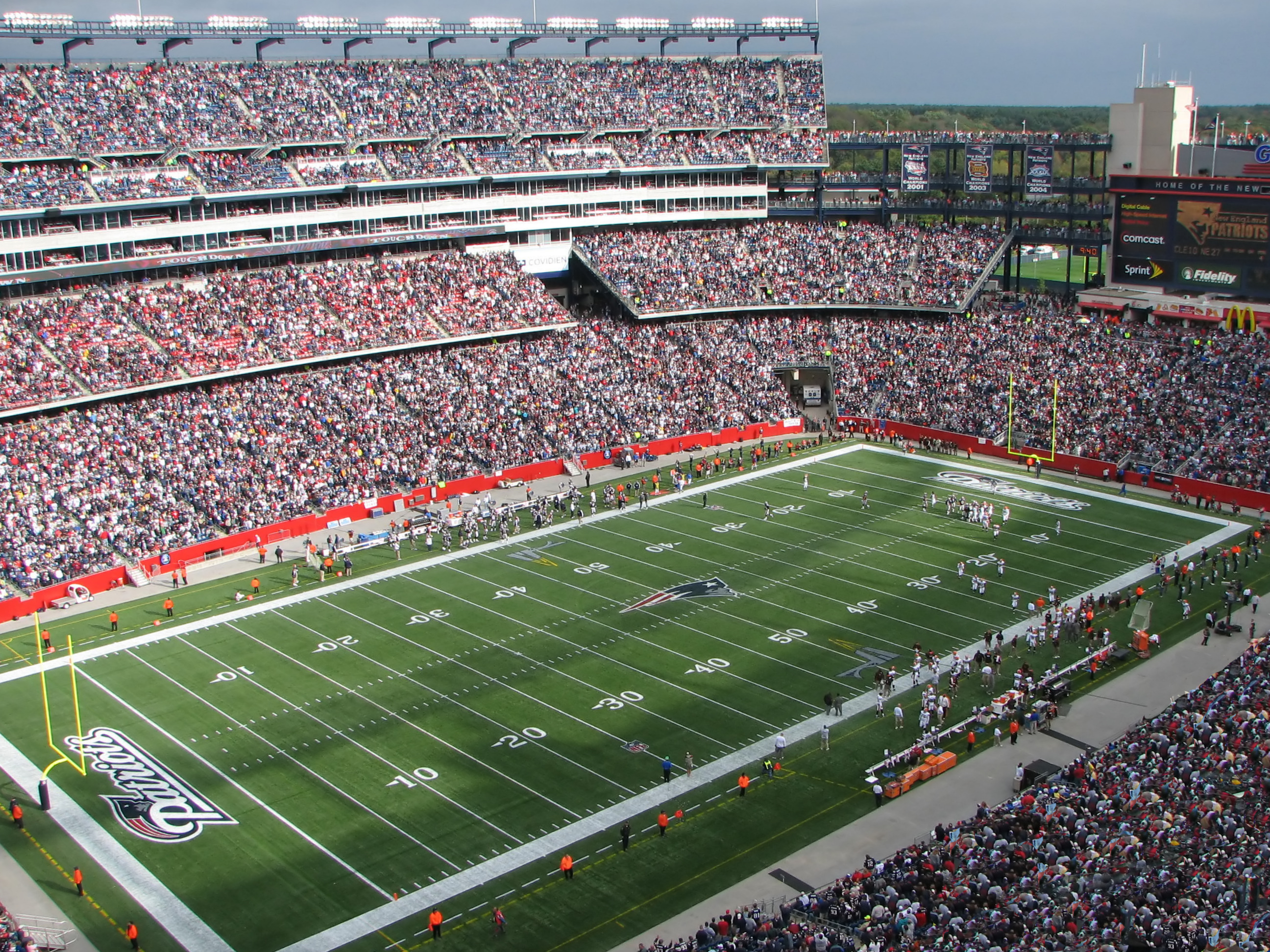
体育场内场（人工草皮）

落成之后，吉列体育场一直使用天然草皮，直到2006年这一状况才发生了变化。当年11月14日，新英格兰爱国者在主场输给了纽约喷气机，而两天前的一场暴风雨让体育场的草皮变得泥泞不堪。为了让比赛尽量不受天气的干扰，球队管理层最终决定将天然草皮更换成人工草皮。11月26日，爱国者队在人工草皮上进行了第一场比赛，他们战胜了之前成绩不错的芝加哥熊。爱国者队的四分卫汤姆·布雷迪似乎非常偏爱人工草皮，截至2007赛季结束时（2008年他因伤缺席整个赛季），他在人工草皮上的胜率达到了惊人的31胜3负。

## 体育场标识
在场地中央50码线处，草坪两侧各画了一个灰色的图案，它们是吉列体育场的官方标识，代表了体育场东侧入口处的塔桥。

## 爱国者广场

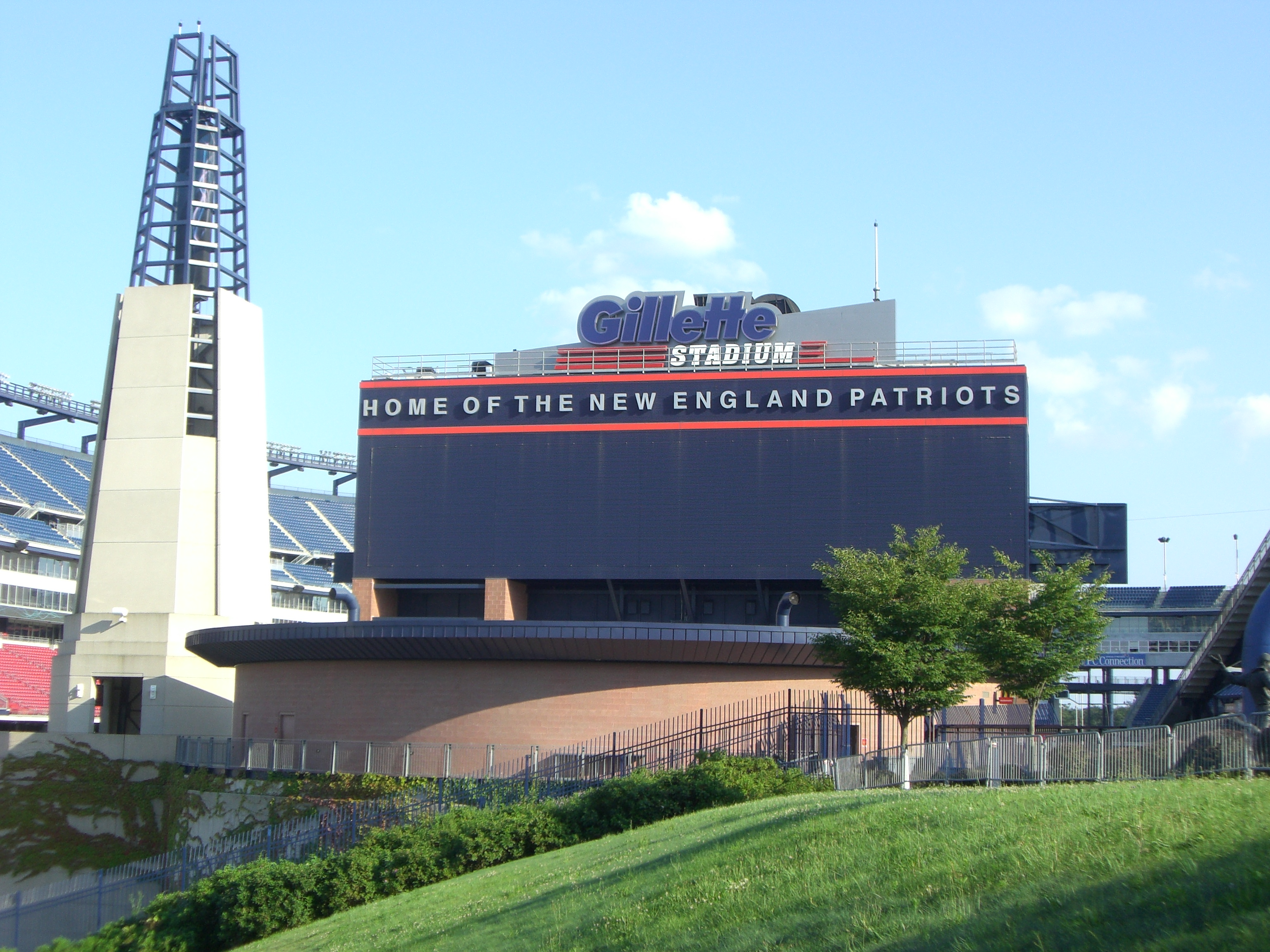
爱国者广场旁“新英格兰爱国者主场”的标识牌

在2006年，爱国者队和球队老板卡夫就宣布了一项投资计划，将在吉列体育场周围兴建“超级休闲娱乐中心”，并将之命名为“爱国者广场（Patriot Place）”。这项工程的预算高达三亿五千万美元，甚至要高于吉列体育场本身的建设费用。在当初购买福克斯堡体育场时，卡夫就已经购买了周边大约七百英亩的土地，而计划中的爱国者广场就坐落在这片土地上 。
爱国者广场的一期工程於2007年底投入使用，很多著名的销售商和卖场都在此时开始营业。2007年12月，爱国者和哥伦比亚广播公司宣布将共同开办主题餐厅和俱乐部，并将比赛的转播工作间设在其中。主题餐厅是二期工程的一部分，而二期工程的其他主要部分还包括一个购物广场，一个健身中心，一家电影院，一家四星级酒店，爱国者球迷商店和一个与吉列体育场连在一起的纪念堂。纪念堂中包括一个两层楼的爱国者博物馆，用来展示球队的历史、回顾球队的辉煌。2008年7月到爱国者赛季开始前，购物广场，球迷商店，餐厅和纪念堂已经陆续开始接待游客，而剩余项目，包括酒店和健身中心也将于2009年正式对外开放。